# Фишер фон Эрлах, Иоганн Бернхард
Иоганн Бернхард Фишер фон Эрлах, также известный как Фишер фон Эрлах Старший (нем. Johann Bernhard Fischer von Erlach, Fischer von Erlach der Ältere; 20 июля 1656, Грац —5 апреля 1723, Вена) — австрийский архитектор и скульптор, основоположник и ведущий мастер австрийского, или габсбургского, барокко. Родоначальник династии архитекторов, рисовальщиков-гравёров и скульпторов Фишеров фон Эрлахов. Отец архитектора Йозефа Эмануэля Фишера фон Эрлаха Младшего.

## Биография
Родом из Штирии, Иоганн Бернхард Фишер учился скульптуре у своего отца, скульптора из Граца Иоганна Батиста Фишера. С 1671 года работал в Италии, с 1686 года в Риме. Путешествовал по Италии с бывшей королевой и коллекционером произведений искусства Кристиной Шведской.
Работал в мастерской Филиппа Шора, где познакомился со знаменитым Джованни Лоренцо Бернини. В Италии он усвоил идеи и формы искусства итальянского барокко. С 1682 года работал в Неаполе для испанского короля. В 1686 году приехал в Грац, где ему была поручена реконструкция мавзолея Фердинанда II. В 1688 году возвратился в Вену, где стал придворным архитектором наследника Иосифа, по случаю коронации которого в 1690 году спроектировал две триумфальные арки. Между 1693 и 1699 годами архитектор построил пять церквей в Зальцбургском архиепископстве.
В 1696 году Иоганн Бернхард Фишер был возведен в потомственное австрийское дворянство с предикатом «фон Эрлах» (до второго брака его мать была овдовевшей Эрлахер). Должность придворного архитектора сохранял при трёх императорах.
Среди наиболее важных проектов Эрлаха — императорский дворец Шёнбрунн в Вене (проект 1688 года). Зимний дворец Евгения Савойского (проект 1694 года) достраивал Иоганн Лукас фон Хильдебрандт в 1700 году. Другие постройки: Богемская придворная канцелярия, дворец Клам-Галласов в Праге, мавзолей Фердинанда II в Граце, завершение дворца Шварценбергов в Вене, дворец Траутзон в Вене (1710—1712), здание манежа в Хофбурге и ряд барочных церквей в Зальцбурге.
В 1705 году Фишер фон Эрлах был назначен «Главным инспектором всех дворцовых и увеселительных зданий» (Oberinspektor sämtlicher Hof- und Lustgebäude) в Вене. Он оформлял заново в барочном стиле интерьеры многих ранее построенных дворцов в Австрии, Германии, Великой Моравии.
Фишер фон Эрлах был дважды женат, первый брак был заключен в 1690 году на дочери регенсбургского нотариуса Софи Констанции Моргнер, от которой у него было четверо детей. В 1705 году он женился на Франциске Софии, урождённой Лехнер, овдовевшей Виллер. Этот второй брак стал для него разочарованием, так как жена ушла от стареющего мужа, лишившего её наследства по своему завещанию в 1723 году. После смерти Фишера Старшего в 1723 году его сын Йозеф Эмануэль Фишер Младший принял на себя незавершённые проекты, в том числе по строительству Карлскирхе.
В 1875 году в Десятом округе Вены (Фаворитен) в честь архитектора были названы «Аллея Эрлаха» (Erlachgasse) и «Площадь Эрлаха» (Erlachplatz).

## Архитектурный стиль

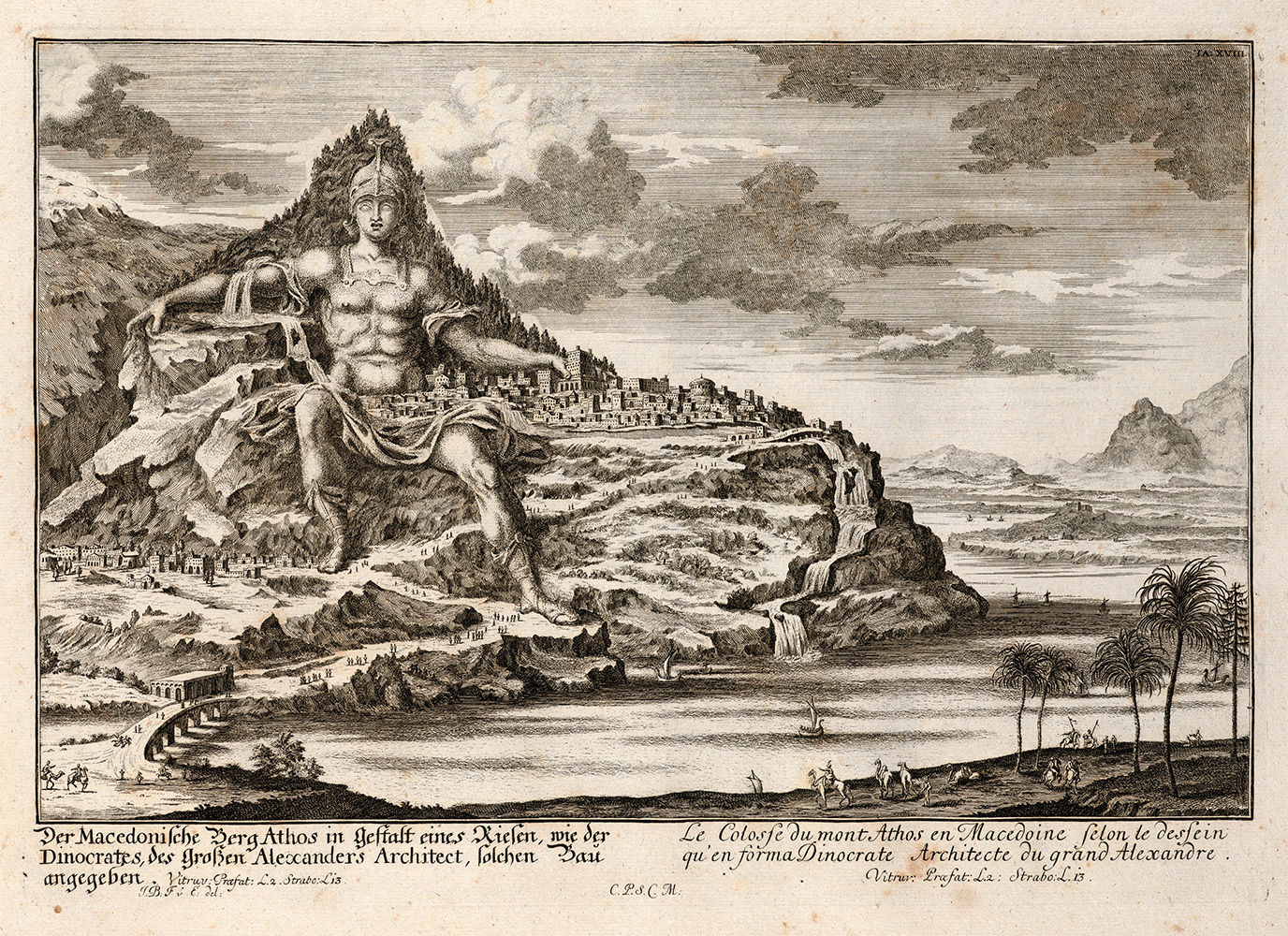
Гравюра по рисунку Й. Б. Фишера фон Эрлаха «Памятник Александру Великому». 1721

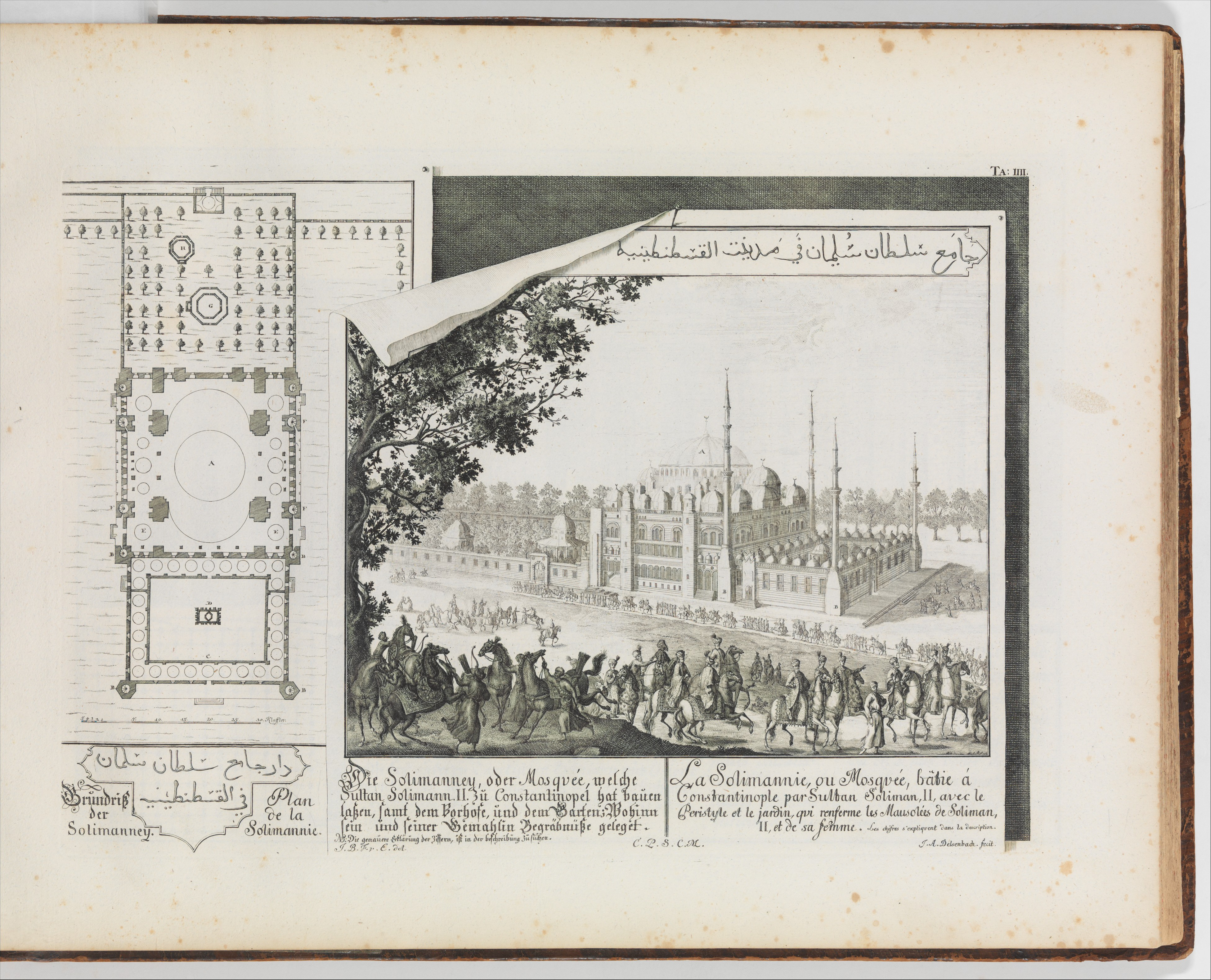
Страница издания «Проект исторической архитектуры». 1721

Индивидуальный стиль Фишера фон Эрлаха часто сравнивают с особенностями прусского барокко архитектора Андреаса Шлютера, но стиль венского мастера отличается большей пышностью, помпезностью и экспрессией, и не только по причине национального характера и вкусов австрийцев, но и потому, что Фишер фон Эрлах в меньшей степени ориентировался на классику Бернини и в большей на эксцентричные проекты Франческо Борромини.
Французский историк искусства Жермен Базен писал, что, обучаясь в Италии, Фишер фон Эрлах приобрёл вкус не только к «большому стилю Бернини», но и к динамике сооружений Франческо Борромини и Гварино Гварини: «Эклектичному стилю Фишера фон Эрлаха свойственны монументальность и сложное построение пространства, что ещё больше подчёркивается пристрастием художника к эллипсоидному плану; этот стиль должен был выразить величие империи». Тем не менее в произведениях Фишера фон Эрлаха мы видим многие темы и мотивы классической архитектуры, поданные в его своеобразной эклектичной манере, что отчасти связано с его особенным интересом к истории и теории архитектуры.
Фишер фон Эрлах разработал характерный для архитектуры Центральной Европы тип барочного дворца, в композиции которого совмещаются традиции итальянской и французской классицистической архитектуры c лёгкими элементами барочности. Таков, к примеру, дворец Траутзон в Вене (1710—1712) с идеальными пропорциями и симметрией главного фасада, центральный ризалит которого увенчан большим треугольным фронтоном. Не случайно историк петербургской архитектуры В. Я. Курбатов в своё время высказал предположение, что этот дворец, похожий на типичные французские отели, мог быть одним из прототипов Строгановского дворца в Санкт-Петербурге, возведённого по проекту Бартоломео Франческо Растрелли в 1753—1754 годах.

## Теория архитектуры
Фишер фон Эрлах был не только умелым строителем, но и знатоком истории архитектуры. В 1721 году был опубликован его основной труд по теории и истории архитектуры — собрание гравюр на меди в формате ин-фолио («в лист», то есть большого формата) с комментариями под названием «Проект исторической архитектуры» (Entwurff Einer Historischen Architectur). По словам самого Фишера он трудился над этим изданием шестнадцать лет. Архитектор был превосходным рисовальщиком, по его оригиналам работали многие гравёры. Три раздела «Проекта исторической архитектуры» содержали изображения всех значительных построек прошлого, начиная с «Семи Чудес Света». Некоторые неясности, например в недостаточно изученной к тому времени архитектуре Египта, Месопотамии, Китая, Японии, Фишер дополнял своим архитектурным воображением и рисунками других художников. В четвёртом разделе Фишер представил собственные работы. Трактат Фишера фон Эрлаха долгое время был первой, единственной и незаменимой энциклопедией мировой архитектуры, несмотря на допущенные автором исторические и археологические вольности.
Труд Фишера фон Эрлаха имел и символический смысл. Основная идея заключалась в том, чтобы представить развитие мировой архитектуры и её лучшие образцы в качестве прославления империи Габсбургов, в которой отобрано самое лучшее и ценное из огромного исторического наследия. Таким образом придворный архитектор как бы «узаконил великолепие имперского строительства тщательно отобранными историческими образцами». Об этом косвенно свидетельствует и знаменитая гравюра по рисунку Фишера фон Эрлаха «Памятник Александру Великому» (1721), иллюстрирующая легенду о древнегреческом архитекторе Дейнократе, задумавшем сделать из цельной горы статую и город, поражающие своим величием.

## Карлскирхе
В 1715 году Фишер фон Эрлах одержал победу над Иоганном Лукасом фон Хильдебрандтом в конкурсе на строительство церкви святого Карло Борромео (Карлскирхе) в Вене. К этой работе фон Эрлах подошёл как истинный энциклопедист и историк архитектуры, в результате чего церковь стала живой энциклопедией архитектуры и выглядит столь эклектично. В проекте Карлскирхе Фишер намеренно соединил и противопоставил разнородные исторические модели, выработанные историей архитектуры разных частей света. Такова была иконографическая программа. По сторонам «античного» портика мы видим две триумфальные колонны, наподобие Колонны Траяна в Риме. Согласно легенде, столь необычная идея родилась у архитектора, когда он наблюдал с террасы холма Пинчо в Риме купол собора Святого Петра и колонну Траяна, будто бы они расположены совсем рядом (на самом деле этого не видно). Однако в Риме колонна Траяна одна (если не считать похожую колонну Марка Аврелия); удвоение форм — это типично барочный приём, но, как бы вопреки ему, колонны вдвинуты в углубления фасада, а их площадки с «фонариками» напоминают «киоски» (навершия) мусульманских минаретов. На каждой площадке — по четыре золочёных орла, похожих на драконов. Боковые павильоны созданы в барочном стиле, но в них специалисты усматривают сочетание ренессансных и восточных форм. Большой, так называемый «римский купол», восходит, без сомнения к куполу Собора Святого Петра в Ватикане, и, отчасти, к куполу Ф. Борромини римской церкви Сант-Аньезе-ин-Агоне, но в плане он не круглый, а овальной формы вытянутой в глубину .
Строительство началось в 1716 году, но в 1723 году Фишер фон Эрлах Старший скончался и строительство продолжил его сын Йозеф Эмануэль Фишер фон Эрлах Младший, несколько изменив первоначальный замысел отца. В 1737 году строительство было завершено.

## Основные постройки

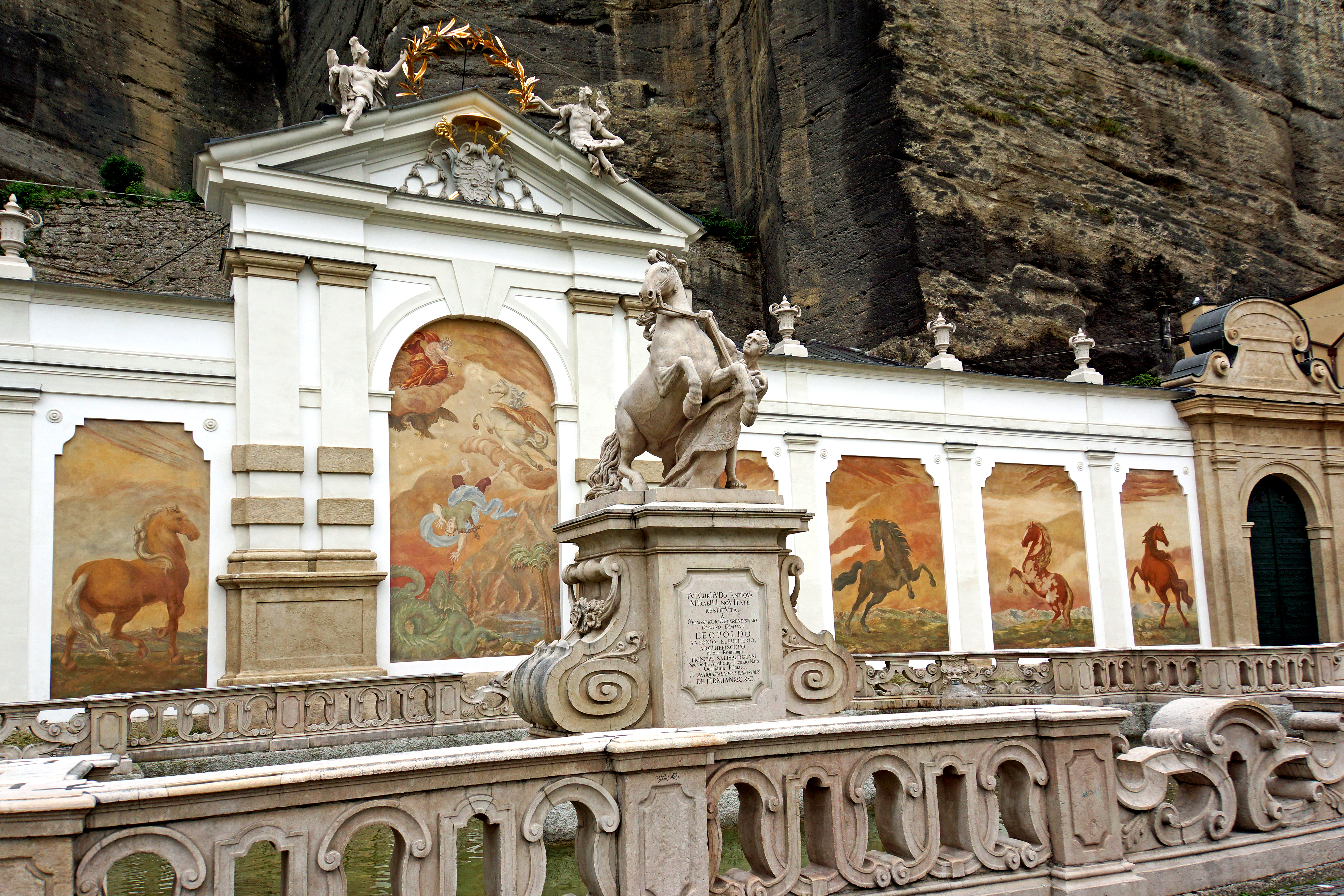
Конный пруд. 1693. Зальцбург
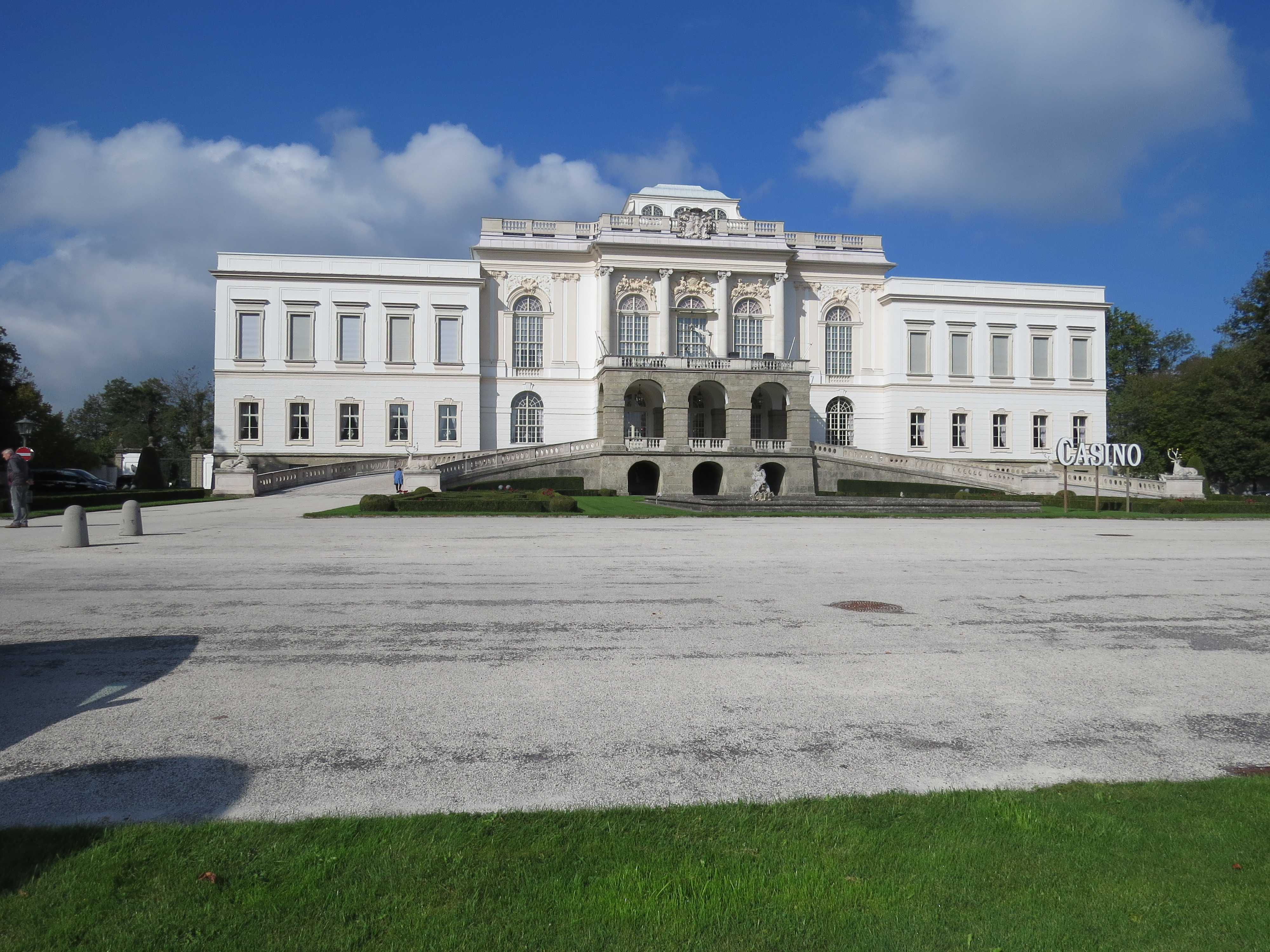
Замок Клессхайм. 1700—1732. Зальцбург
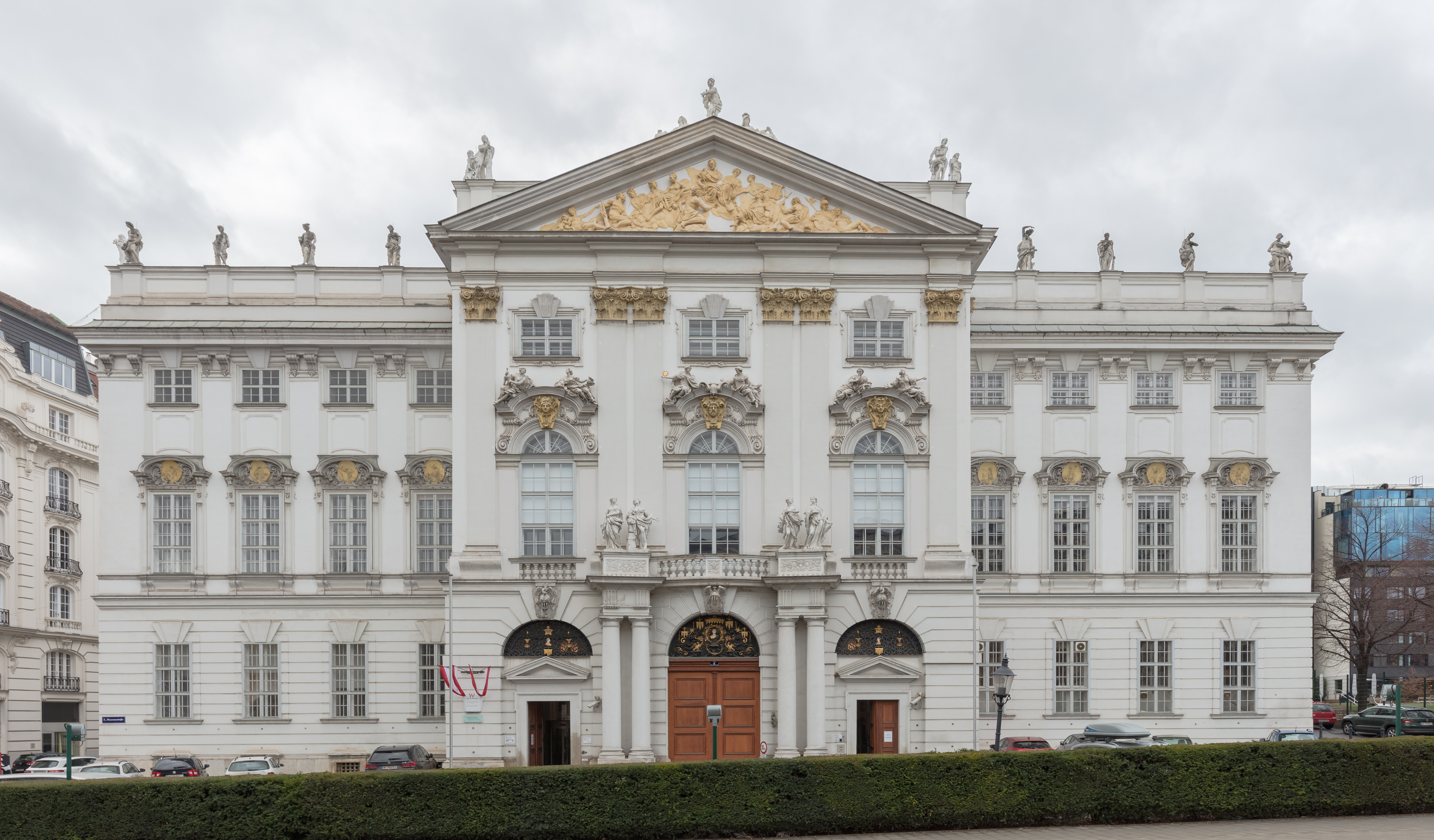
Дворец Траутзон. Главный фасад. 1710—1712. Вена
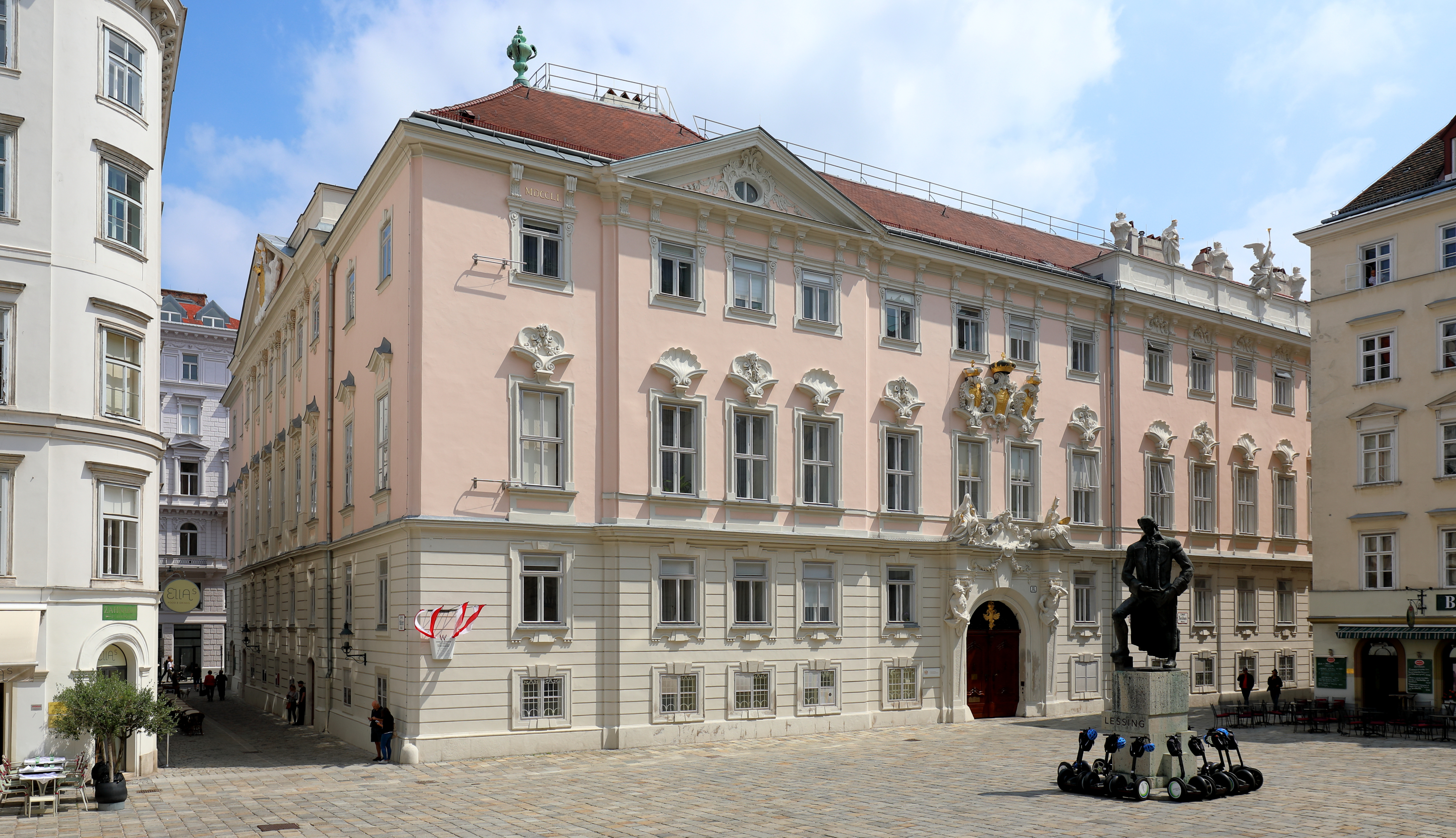
Здание Богемской придворной канцелярии.  1708—1714. Вена
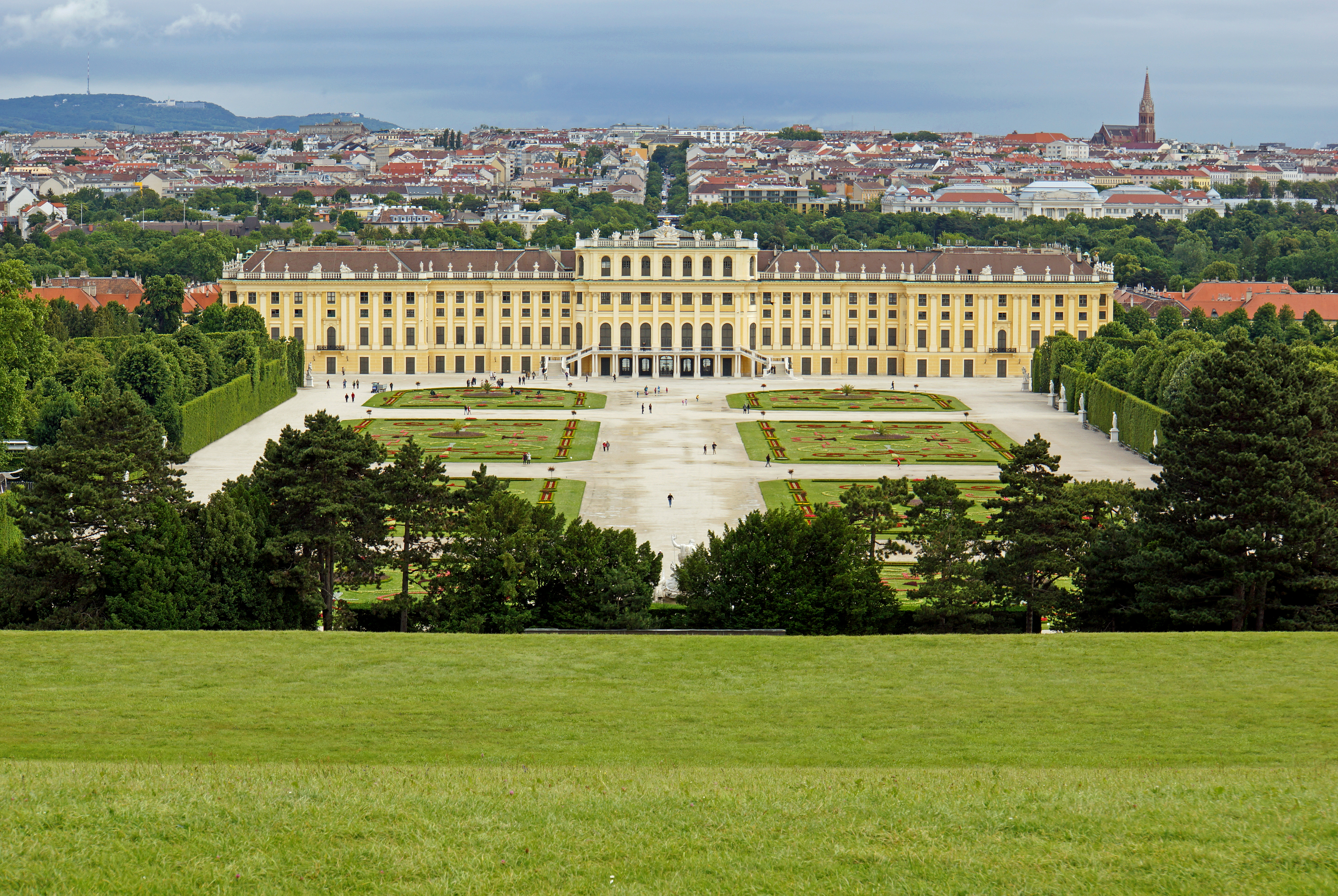
Дворец Шёнбрунн. Парковый фасад. 1696—1713. Вена
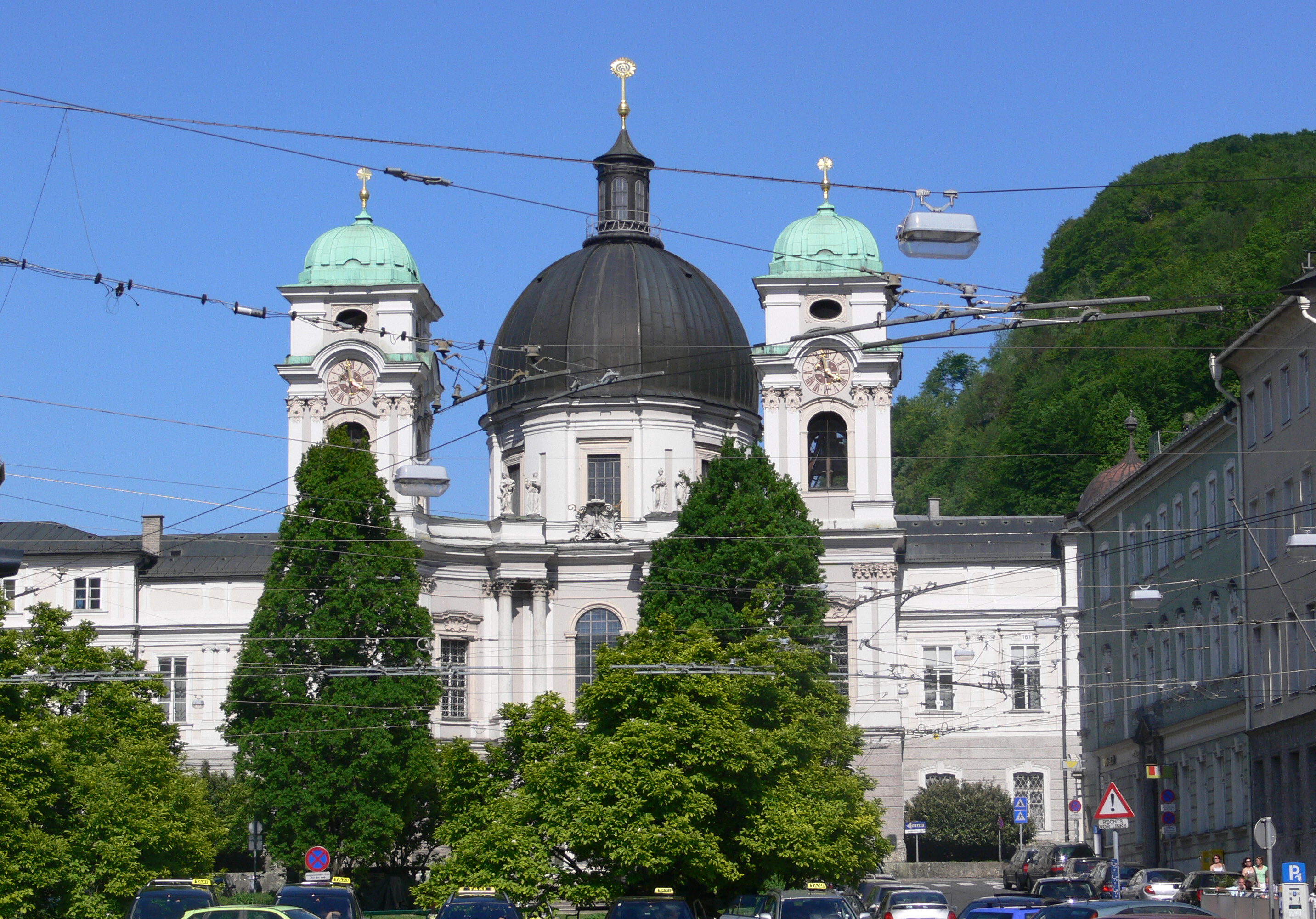
Церковь Святой Троицы. 1694—1702. Зальцбург
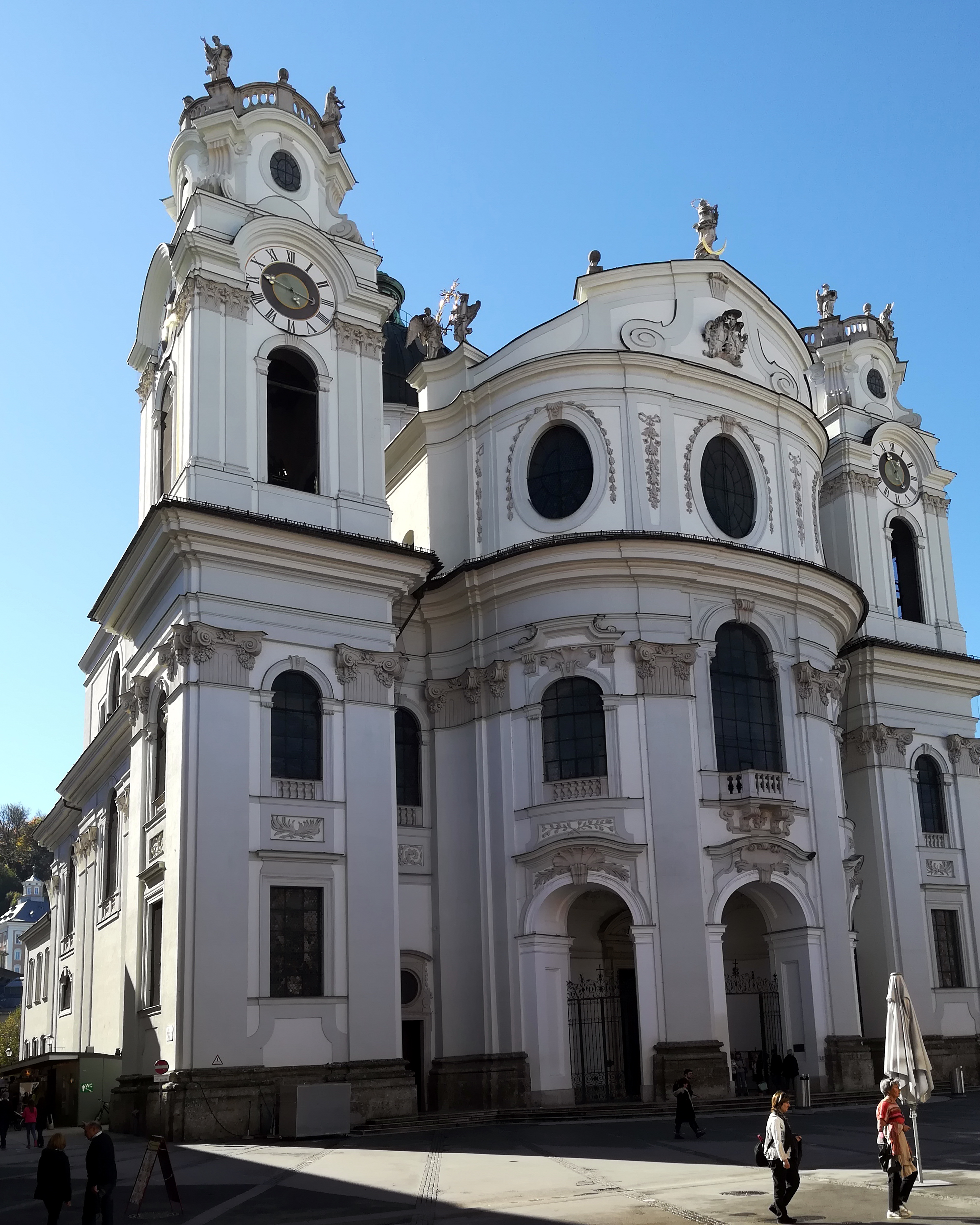
Коллегиенкирхе (Университетская церковь). Главный фасад. Зальцбург. 1707
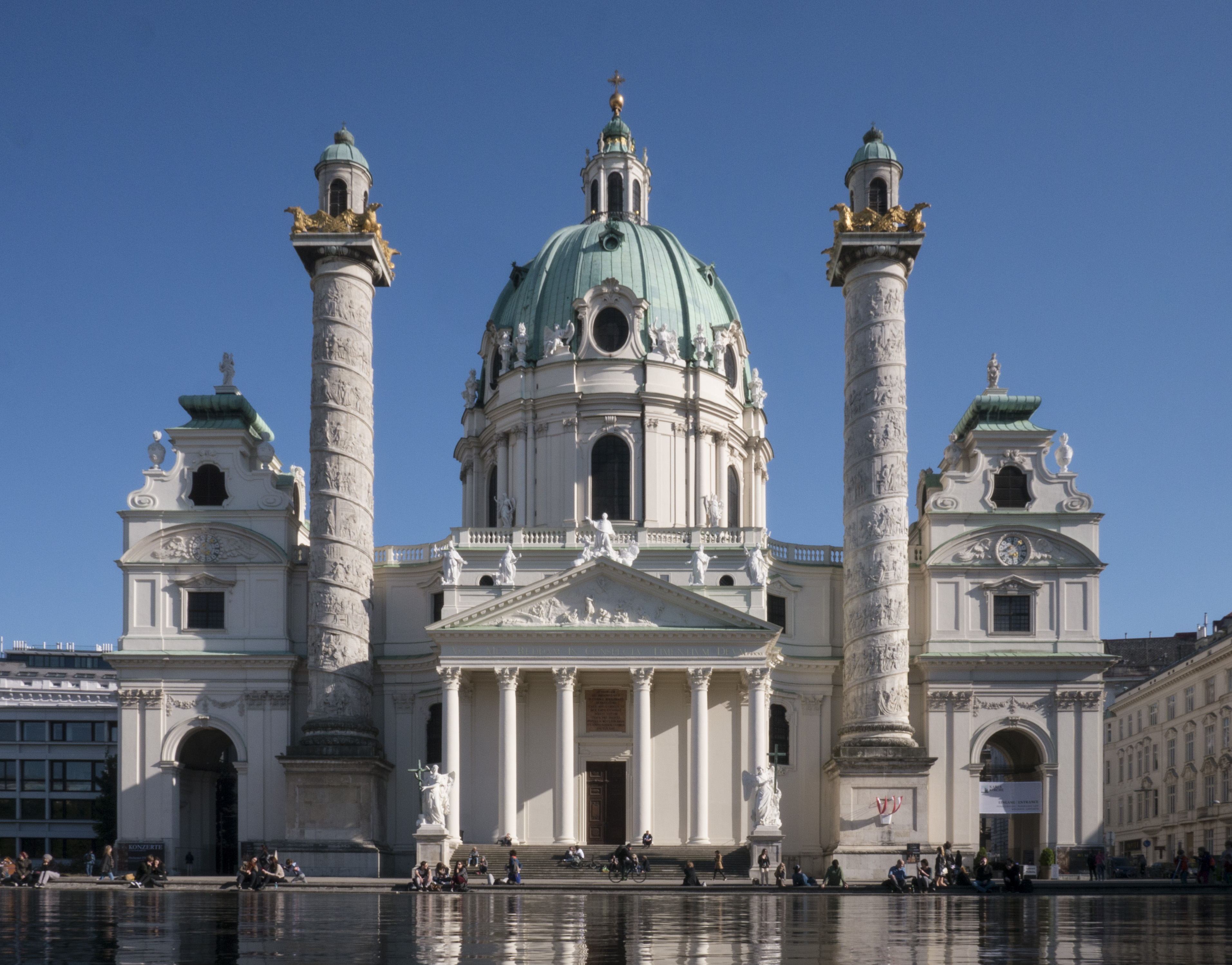
Карлскирхе. 1716—1737. Вена

## Гравюры издания «Проект исторической архитектуры». 1721

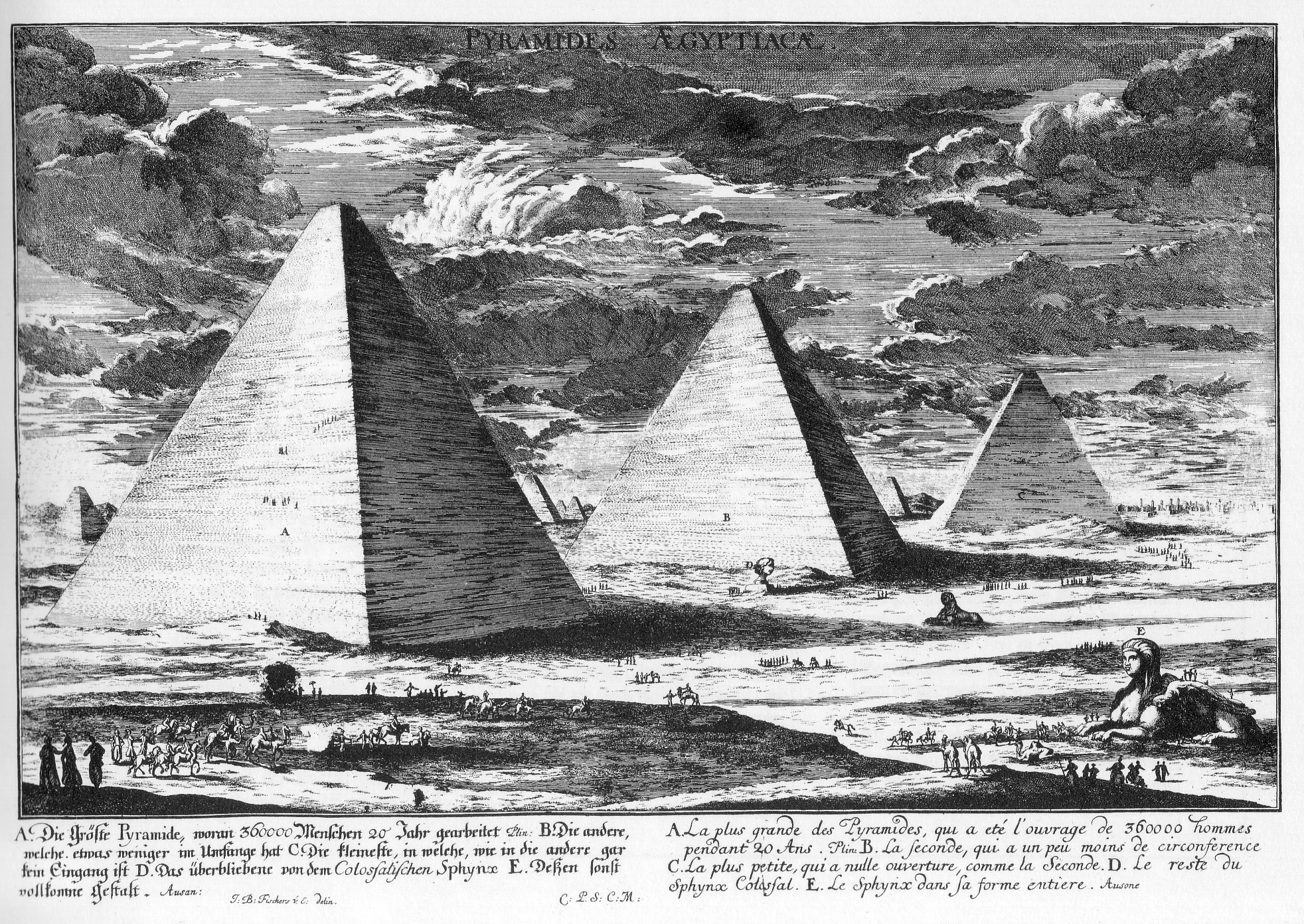
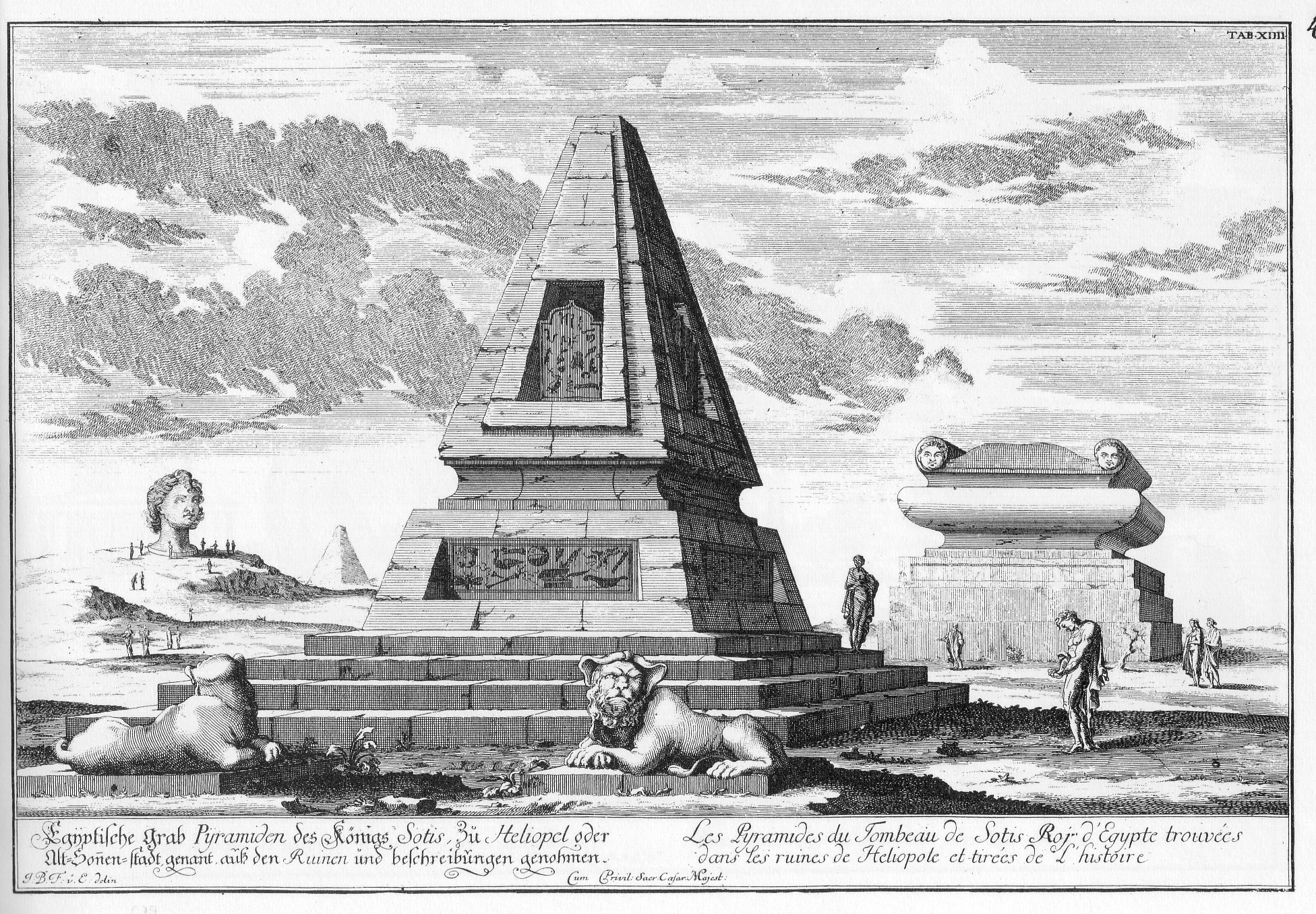
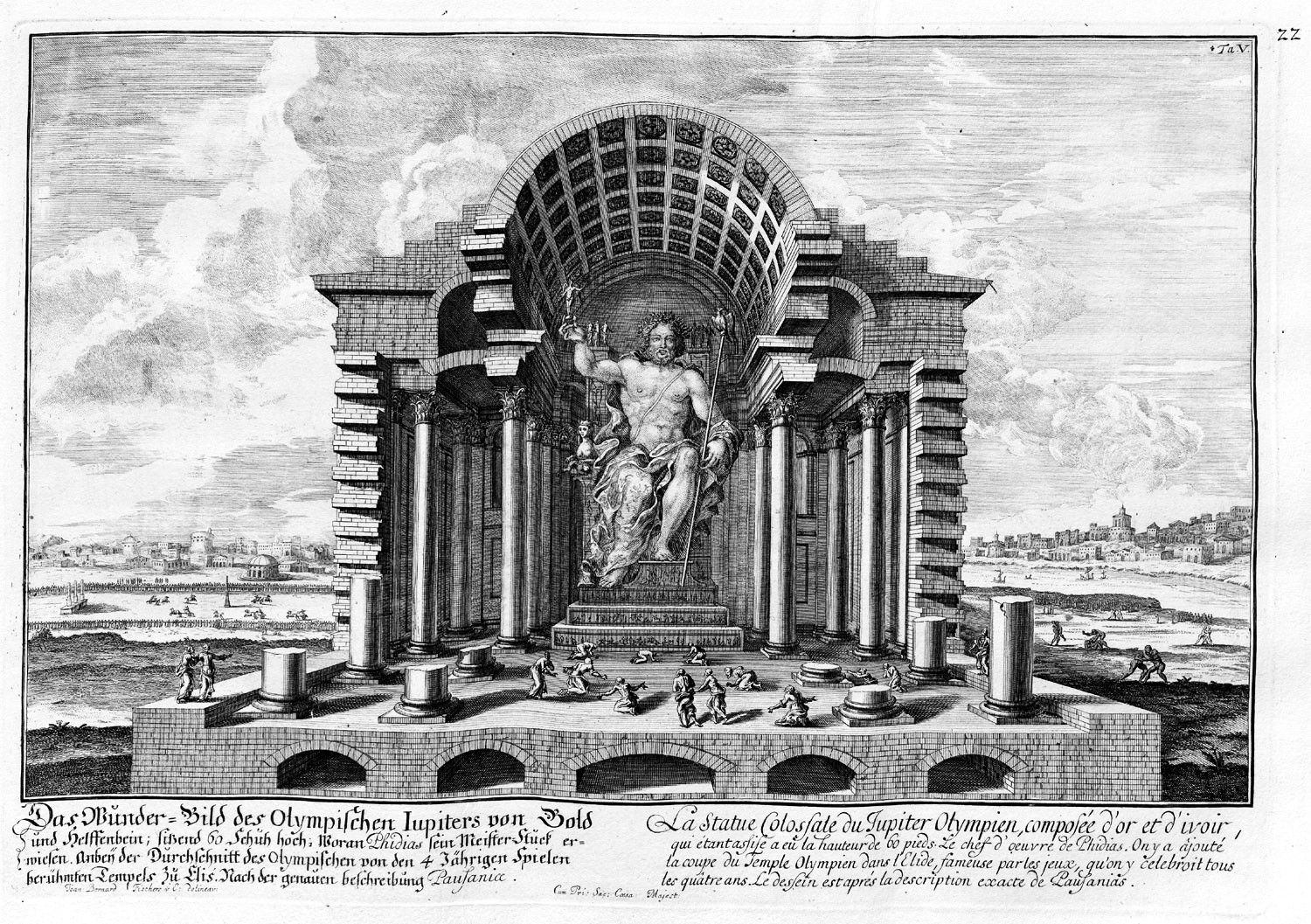
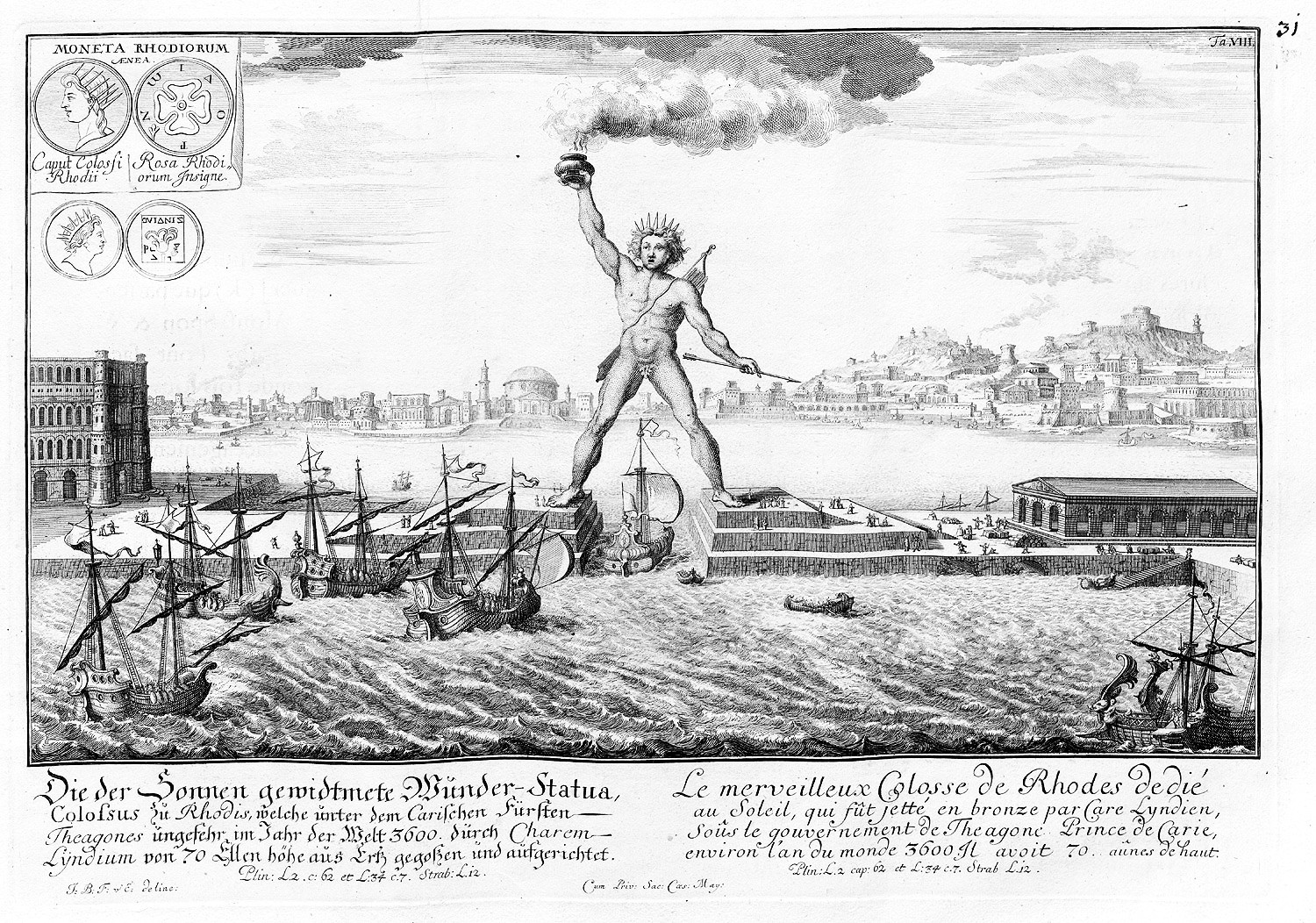
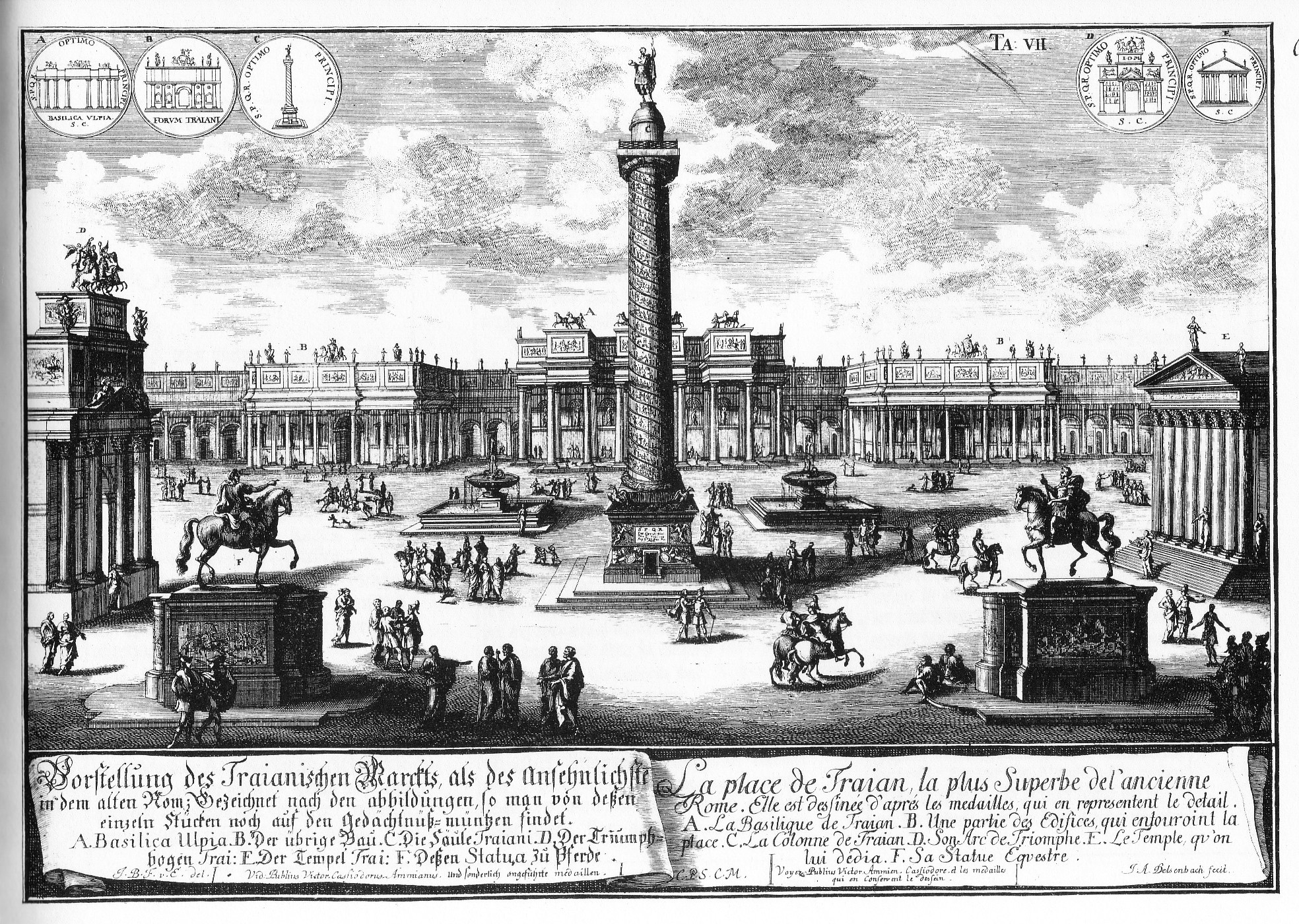
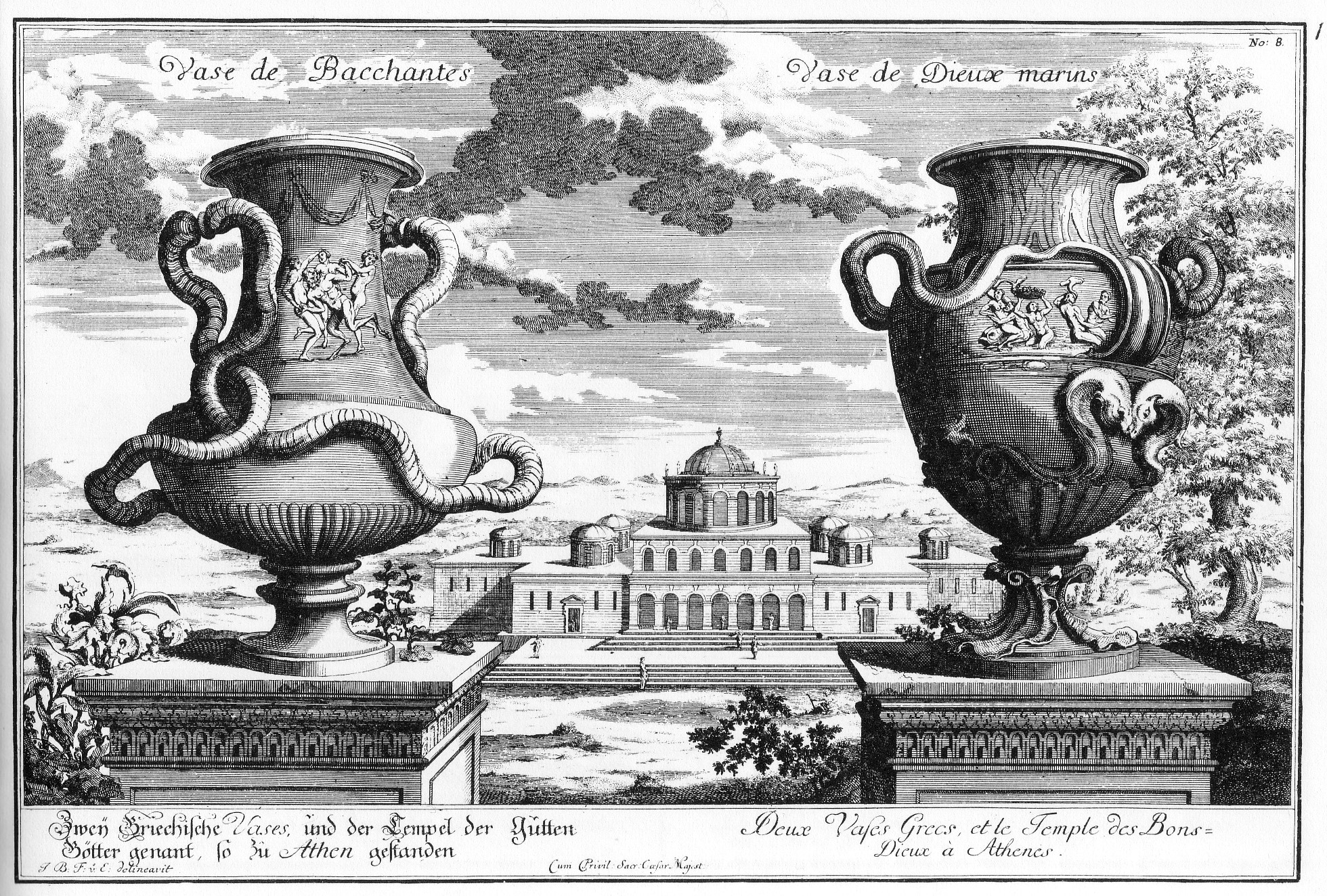
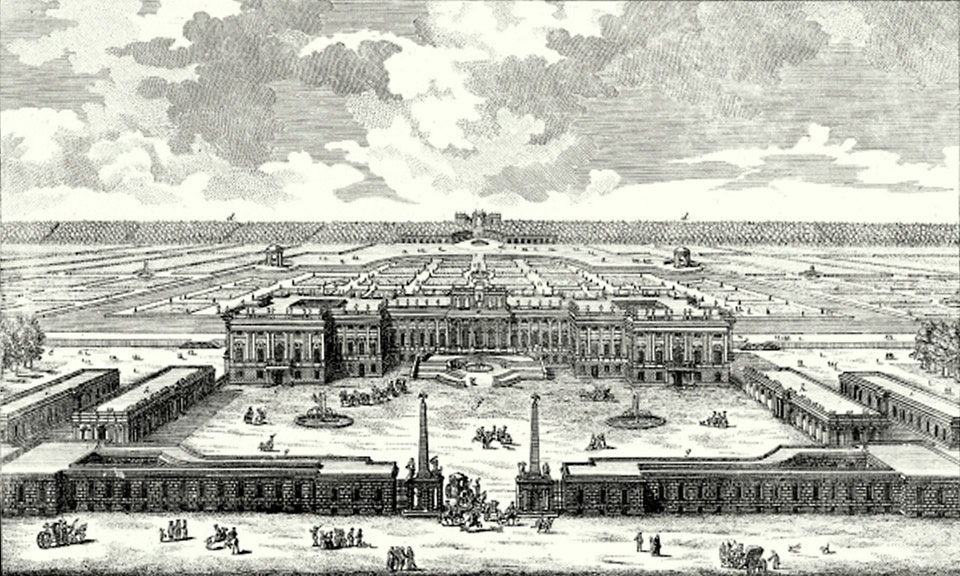
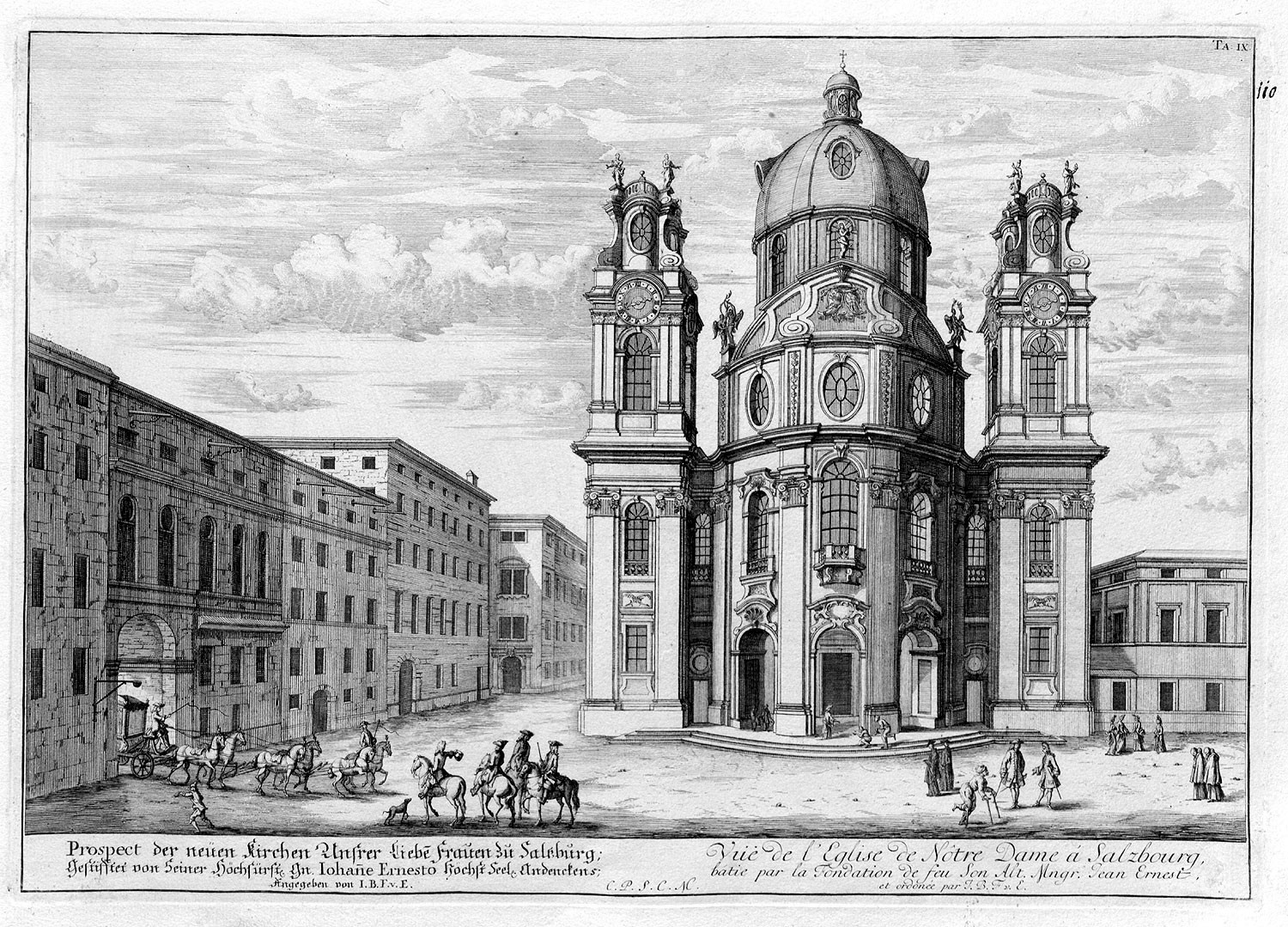